# Gunnar Zilliacus
Gunnar Zilliacus, född 19 augusti 1908 i Helsingfors, död 25 oktober 1994 i Malta, var en finländsk industriman.
Zilliacus anställdes 1929 vid Nobel Standard (sedermera Oy Esso Ab) och var under andra världskriget tjänsteman på försvarsministeriet samt 1945–1948 på folkförsörjningsministeriet. Han återinträdde 1948 i tjänst vid Oy Esso Ab och var dess verkställande direktör 1956–1970 samt styrelseordförande 1966–1971.
Zilliacus gjorde en betydande insats för utvecklandet av marknadsföring, lagring och transport av oljeprodukter i Finland. År 1966 förlänades han bergsråds titel.